# スピッツ コンサート 2020 "猫ちぐらの夕べ"
『スピッツ コンサート 2020 "猫ちぐらの夕べ"』は、日本のロックバンド・スピッツの映像作品。
2022年10月19日にユニバーサルミュージックより発売。

## 概要
- 前作『SPITZ 30th ANNIVERSARY TOUR "THIRTY30FIFTY50"』以来約5年ぶりの映像作品である。
- 本作は『SPITZ JAMBOREE TOUR 2019-2020 "MIKKE"』のうち、2020年に予定していたホール公演の延期を繰り返す中、コロナ禍のさまざまな制限がありながらも、ほぼ1年ぶりに有観客で、“一夜限りのコンサート”として開催され、映像としては初収録となるレア楽曲も多数のプレミアムライヴ。公演後には期間限定でオンライン上映された[1]。2020年11月26日・東京ガーデンシアター公演の模様を収録した映像作品。『SPITZ JAMBOREE TOUR 2021 "NEW MIKKE"』と同日発売。
- DVDとBlu-rayの2規格で販売。
- 通常盤と初回限定盤の2形態で発売。初回限定盤は三方背ケース+デジトレイ仕様となっており、ライヴ写真集ブックレットとライヴ音源CD2枚が付属。
- 今作ではMCは全て収録された。

## 収録曲
1. 恋のはじまり
2. ルキンフォー
3. 空も飛べるはず
4. あじさい通り
5. スカーレット
6. 小さな生き物
7. 魚
8. ハートが帰らない
9. 猫になりたい
10. 君だけを
11. 僕のギター
12. 猫ちぐら
13. フェイクファー
14. 楓
15. みなと
16. 魔法のコトバ
17. 正夢
18. 初恋クレイジー
19. ウサギのバイク
20. ハネモノ

### 初回限定盤特典 ライヴCD

#### CD 1
1. 恋のはじまり
2. ルキンフォー
3. 空も飛べるはず
4. あじさい通り
5. スカーレット
6. 小さな生き物
7. 魚
8. ハートが帰らない
9. 猫になりたい
10. 君だけを
11. 僕のギター

#### CD 2
1. 猫ちぐら
2. フェイクファー
3. 楓
4. みなと
5. 魔法のコトバ
6. 正夢
7. 初恋クレイジー
8. ウサギのバイク
9. ハネモノ

## 参加ミュージシャン
- スピッツ
  - 草野マサムネ
  - 三輪テツヤ
  - 田村明浩
  - 﨑山龍男
- クジヒロコ